# Непереходный глагол
Непереходный глагол (лат. verba intransitiva) — глагол, неспособный сочетаться с прямым дополнением, то есть, не обладающий свойством транзитивности. Грамматически непереходный глагол противопоставлен переходному глаголу.

## Краткая характеристика
Непереходный глагол лингвистами также называется «интранзитивным», «безобъектным».
Некоторые типы словообразования в русском языке типичны для непереходных глаголов:
- Глаголы со следующими суффиксами:
  - -нича(ть) — хозяйничать, озорничать;
  - -е(ть) — болеть, сидеть;
  - -ствова(ть) — споспешествовать, путешествовать.
- Все возвратные глаголы (глаголы с постфиксом -ся).

Некоторые учёные в своих работах выделяют в отдельную группу косвенно-переходные глаголы. Такой термин встречается, например, в работах академика А. А. Шахматова. Глаголы с косвенной переходностью требуют косвенного дополнения для раскрытия своего значения, формально являясь непереходными. При этом в ряде трудов под косвенной переходностью понимают только случаи беспредложного управления. Например, добиться успеха.
Управление с винительным падежом может встречаться и у непереходных глаголов, но только в значении пространства или времени (например: войска идут день и ночь <А. С. Пушкин>).
Многие глаголы допускают при себе прямое дополнение, но последнее не всегда требуется. Иными словами, глагол может быть использован как непереходный в одном предложении, и как переходный в другом (например: смотреть на что-либо — смотреть что-либо).
Непереходные глаголы часто связаны с погодными условиями, протеканием непроизвольных процессов и состояний, функциями организма, процессами движения, действия, познания, ощущения и эмоциями.

## В других языках

### Немецкий язык
В отличие от переходных глаголов, непереходные глаголы (нем. Intransitivität; nicht zielende Verben) не связывают прямое дополнение (то есть за ними не следует винительного и дательного падежа) и не образуют личного пассива. Переходные глаголы, как правило, обозначают действие, совершаемое лицом и направленное на предмет/объект. Дополнение (на которое направлено действие) стоит в винительном падеже (Akkusativ):
нем. Ich lege das Buch auf den Tisch. — «Я кладу книгу на стол.»
Примеры непереходных глаголов:
- existieren
- schneien
- blühen

## Примеры употребления
В следующих предложениях глаголы используются без прямого дополнения, являясь, таким образом, непереходными:
- Я чихнул.
- Моя собака бежала.
- Когда он закончил гонку, его стошнило.
- Вода испаряется, когда в комнате жарко.
- Ты вырос с тех пор, как я видел тебя в последний раз!

Следующие предложения содержат переходные глаголы (они присоединяют одно дополнение или более):
- Мы смотрели фильм вчера вечером.
- Она ест попкорн.
- Когда я это сказал, моя сестра ударила меня.
- Санта подарил мне подарок.

Возвратные глаголы являются непереходными:
- Я моюсь утром перед завтраком.
- Он сразу решился участвовать в этом соревновании.
- Мама всегда возится с маленькими детьми.

Использование одних и тех же глаголов в качестве непереходных и переходных (прямое дополнение выделено курсивом):
| Непереходные                       | Переходные                              |
| ---------------------------------- | --------------------------------------- |
| Мой дядя всегда читает перед сном. | Мой дядя читает газету.                 |
| Школьники наблюдали за птицами.    | Школьники наблюдали солнечное затмение. |
| Он пел в парикмахерской весь день. | Он пел эту песню весь день.             |

Косвенно-переходные глаголы: выпить шампанского, заботиться о родных, верить людям.